# Усачов Леонід Антонович
Леонід Антонович Усачо́в (нар. 10 червня 1899, Червоне — пом. 1965, Дніпропетровськ) — український радянський композитор і диригент.

## Біографія
наоодився 10 червня 1899 року в селі Червоному Олександрійського повіту Херсонської губернії (нині Кіровоградська область, Україна) в учительській сім'ї. У 1919—1923 роках навчався у Харківському музично-драматичному інституті за вокальним, диригентсько-хоровим і композиторським фахом (викладач А. Корещенко). Деякий час навчався співу у Ф. Бугамеллі.
В 1923—1928 роках викладав музику та керував хором Олександрійського педагогічного технікуму. 1928 році організував самодіяльний хоровий гурток, з якого виросла Державна хорова капела «Дніпрельстан». В 1928—1948 роках — керівник хорової капели в Запоріжжі, з 1948 року — хорової капелли Дніпропетровської філармонії.
Помер в 1965 році у Дніпропетровську.

## Твори
Автор
- опери-балету «Муха-цокотуха» (1945);
- «Героїчної поеми» для симфонічного оркестру (1944);
- «Думи про Запорізьку Січ» для солістів хору та оркестру (1961);
- хорів без супроводу на слова Т. Шевченка, О. Пушкіна, М. Рильського;
- романсів (близько 100);
- музики до театральних вистав.